# 田中靖浩
田中 靖浩（たなか やすひろ、1963年 - ）は、日本の公認会計士。

## 来歴・人物
三重県四日市市出身。早稲田大学商学部卒業後、外資系コンサルティング会社などを経て独立。現在、田中靖浩公認会計士事務所所長。日本公認会計士協会東京会・経営委員会委員長、経済産業省・財務管理人材育成システム開発事業審議委員、東京都立産業技術大学院大学「ものづくり経営人材育成講座」検討委員・講師などを歴任。

## 著書
- 右脳でわかる！会計力トレーニング（日本経済新聞出版社）ISBN 978-4-532-31319-7
- 経営がみえる会計（日本経済新聞出版社）ISBN 978-4-532-31446-0
- 12日間速習プログラム決算書トレーニング（日本経済新聞出版社）ISBN 978-4-532-35377-3
- 会計の世界史 イタリア、イギリス、アメリカ――500年の物語 (日本経済新聞出版）、2018年、ISBN：978-4-532-32203-8